# Dolina pri Lendavi
Dolina pri Lendavi (węg. Völgyifalu) – wieś w Słowenii, w gminie Lendava. 1 stycznia 2018 liczyła 350 mieszkańców.